# Oatfield, Oregon
Oatfield là một khu thống kê trong Quận Clackamas, Oregon, Hoa Kỳ. Nó nằm trong vùng đô thị Portland. Nó được đặt tên của Đường Oatfield là con đường chạy giữa Milwaukie và Gladstone. Theo điều tra dân số năm 2000, tổng dân số của khu thống kê này là 15.750.

## Địa lý
Oatfield có trung tâm ở 45°24′42″B 122°35′48″T / 45,41167°B 122,59667°TĐã đưa tham số không hợp lệ vào hàm {{#coordinates:}} (45.411612, -122.596625)1.
Theo Cục điều tra dân số Hoa Kỳ, khu thống kê này có tổng diện tích 4,4 dặm vuông Anh (11,3 km²) trong đó đất chiếm 100%.